# Anthomyia illocata
Anthomyia illocata är en tvåvingeart som beskrevs av Walker 1856. Anthomyia illocata ingår i släktet Anthomyia och familjen blomsterflugor. Inga underarter finns listade i Catalogue of Life.